# Ednailson Rozenha
Ednailson Leite Rozenha (Porto Velho, 15 de fevereiro de 1976), mais conhecido como Rozenha, é um empresário e político brasileiro filiado ao Partido da Mulher Brasileira (PMB). Ele é o atual presidente da Federação Amazonense de Futebol (FAF) e vice-presidente da CBF. Além disso, também cumpre seu primeiro mandato como deputado estadual do Amazonas.

## Trajetória política
Em 7 de outubro de 2012, Rozenha foi eleito vereador da cidade de Manaus pelo PSDB. Com 100% das urnas eletrônicas apuradas, ele recebeu 6.687 votos ou 0,71% dos votos válidos.
Em 2 de outubro de 2022, Rozenha foi eleito deputado estadual do Amazonas. Com as urnas eletrônicas apuradas, ele recebeu 20.876 votos ou 1,06% dos votos válidos, sendo o 32º candidato com maior número de votos do Amazonas.

### Desempenho em eleições
| Ano  | Eleição              | Partido | Candidato a       | Votos  | %    | Resultado | Observações         | Ref.  |
| ---- | -------------------- | ------- | ----------------- | ------ | ---- | --------- | ------------------- | ----- |
| 2012 | Municipal em Manaus  | PSDB    | Vereador          | 6.687  | 0,71 | Eleito    | Eleito em 23º lugar | [ 2 ] |
| 2022 | Estadual no Amazonas | PMB     | Deputado estadual | 20.876 | 1,06 | Eleito    | Eleito em 32º lugar | [ 3 ] |